# Godisson
Godisson település Franciaországban, Orne megyében. Lakosainak száma 103 fő (2022. január 1.). Godisson Saint-Léonard-des-Parcs és Chailloué községekkel határos.

## Népesség
A település népességének változása:
| Lakosok száma | 114  | 111  | 110  | 111  | 109  | 107  | 105  | 104  | 103  |
|               | 2013 | 2015 | 2016 | 2017 | 2018 | 2019 | 2020 | 2021 | 2022 |